# Шнаево (село)
Шнаево — село в Городищенском районе Пензенской области России. Входит в состав Канаевского сельсовета.

## География
Село находится в восточной части Пензенской области, в лесостепной зоне, на правом берегу реки Шнаево, на расстоянии примерно 20 километров (по прямой) к юго-западу от города Городище, административного центра района. Абсолютная высота — 217 метров над уровнем моря.
Климат
Климат характеризуется как континентальный, с холодной зимой и жарким летом. Среднегодовая температура — 3,1 °C. Средняя температура воздуха самого холодного месяца (января) составляет −12,9 °C; самого тёплого месяца (июля) — 19 °C. Годовое количество атмосферных осадков — 673 мм, из которых 415 мм выпадает в период с апреля по октябрь. Снежный покров держится в среднем 146 дней.

## Население
| 1782 | 1864 | 1877 | 1897 | 1911 | 1926 | 1930 |
| ---- | ---- | ---- | ---- | ---- | ---- | ---- |
| 112  | ↗910 | ↘784 | ↗901 | ↗978 | ↘828 | ↘820 |
| 1959 | 1979 | 1989 | 1996 | 2002 | 2010 |      |
| ↘303 | ↘130 | ↘87  | ↘82  | ↘71  | ↘35  |      |

Половой состав
По данным Всероссийской переписи населения 2010 года в гендерной структуре населения мужчины составляли 48,6 %, женщины — соответственно 51,4 %.
Национальный состав
Согласно результатам переписи 2002 года, в национальной структуре населения русские составляли 89 % из 71 чел.